# Al-Kurru

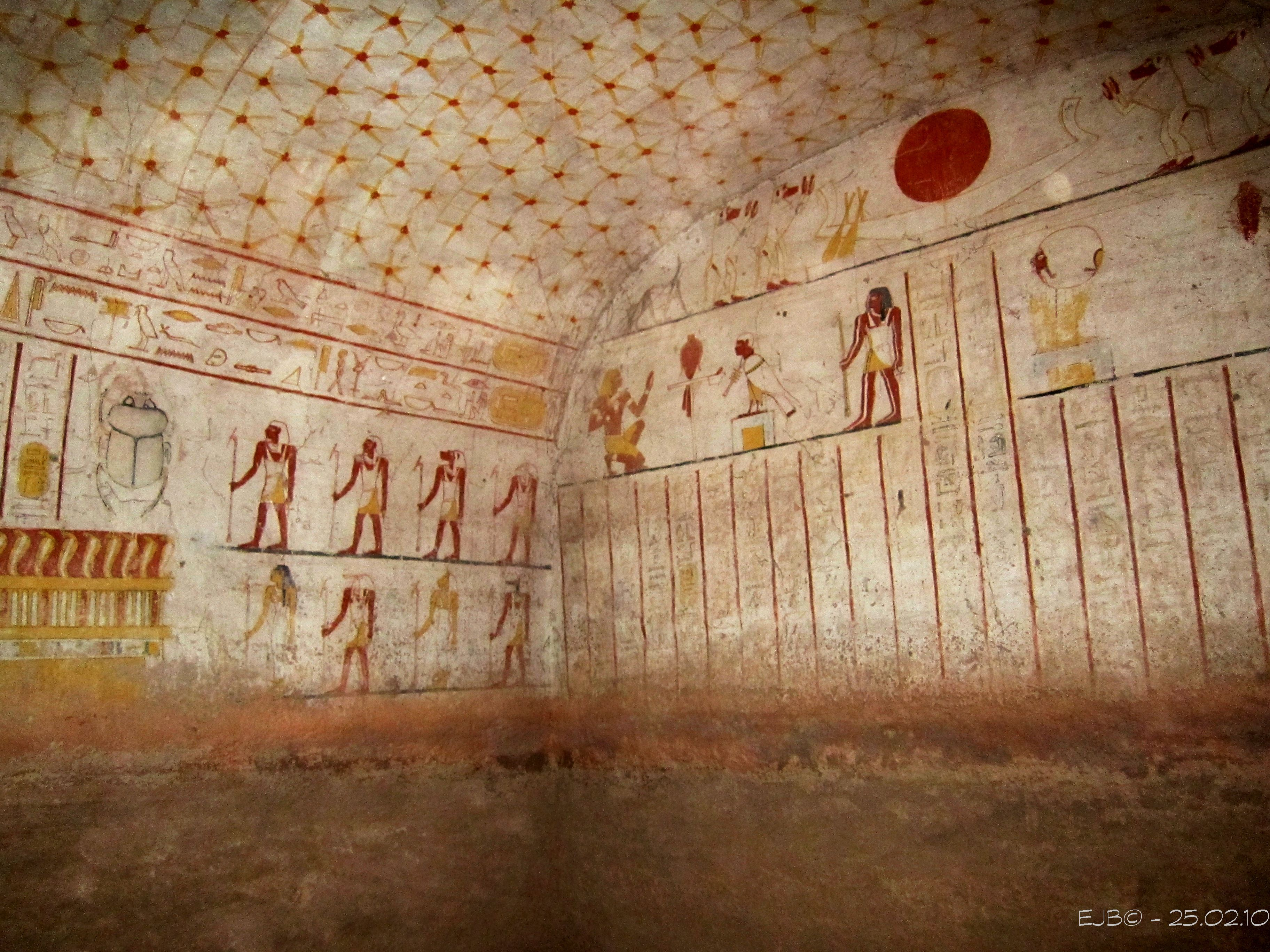
Cambra funerària de Tanutamon, a Al-Kurru.

Al-Kurru fou la primera necròpolis utilitzats per la família reial nubia de Cuixi la 25a dinastia d'Egipte. Ara es troba a l'estat del Sudan del Nord. Excavades per George Reisner, la majoria de les piràmides reials nubianes daten de la primera part del període cuixita (reis napata), des d'Alara de Núbia (795–752 aC) fins al rei Nastasen (335–315 aC.
Fins al segle IX aC, els nubians s'enterraven en túmuls. En aquesta època, els reis s'encomanaven a Amon. Els seus títols també foren els mateixos o similars que els dels faraons egipcis. A la tomba d'Alara (vers 795-760 aC), s'hi han trobat símbols egipcis, així com en altres tombes de reis.
Al sud de la piràmide de Pebatjima s'ha de travessar el wadi del sud per arribar a les piràmides del sud. Aquestes són les piràmides de les Reines: Naparaie (K.3), Khensa (K.4), Qalhata (K.5) i Arty (K.6).
A la meitat del segle VIII aC, el rei Piankhi va establir un sistema d'enterrament amb semblances al d'Egipte, amb els túmuls convertits en piràmides. S'han trobat les tombes del reis a Al-Kurru, inclosa la de Tanutamon, que va regnar del 664 al 643 aC, quan ja el seu predecessor, Taharqa, havia inaugurat el cementiri de Nuri, que va substituir el d'Al-Kurru vers el 664 aC. La piràmide de Tanutamon està en un extrem, al costat de la de Shabaka. Al costat d'aquesta, amb un espai entremig, hi ha la de Piankhi, la més gran. La de Kashta està la segona al costat oposat a la de Tanutamon, en una línia que té 8 piràmides i altres construccions. Les piràmides de les reines (14) tenen uns 7 metres quadrats de base (les dels reis uns 10 metres quadrats). També s'han trobat al nord-est les restes de 24 cavalls, probablement dels carros de combat dels faraons de Núbia, i dos gossos.